# Sven-Erik Larsson
Sven-Erik Larsson, född 30 december 1913 i Stenbrohult, Kronobergs län, död den 16 augusti 1998 i Hedvig Eleonora församling, Stockholm, var en svensk journalist. 
Sven-Erik Larsson växte upp i Älmhult, där hans far var folkskollärare. Han studerade vid Lunds universitet, där han blev fil. mag. Han var en av grundarna till Lunds studentteater och vice ordförande i Lunds studentkår 1943-44. Sven-Erik Larsson gifte sig den 4 mars 1944 med Inga Larsson (född Hansen).
År 1951 anställdes han på ledaravdelningen på Dagens Nyheter, vars politiske redaktör, sedermera också chefredaktör, han var 1960-78. Han satt i styrelsen för Sveriges Television 1978-82.